# Constâncio de Tarso
Constâncio (em latim: Constantius) foi um oficial bizantino do século V, ativo no reinado do imperador Anastácio I Dicoro (r. 491–518). Era natural de Tarso, na Cilícia. Em 494, foi designado conde do Oriente em substituição de Caliópio, que fugiu de Antioquia devido os tumultos provocados pelos verdes, uma das facções do hipódromo. Para conter a situação, recebeu poderes extraordinários sobre os cidadãos. É capaz que seja o homônimo que se correspondeu com Procópio de Gaza.